# 高水駅
高水駅（たかみずえき）は、山口県周南市大字原字（旧・熊毛町）にある、西日本旅客鉄道（JR西日本）岩徳線の駅である。

## 歴史
- 1934年（昭和9年）
  - 3月28日：鉄道省岩徳西線が周防花岡駅から延伸し、その暫定的な終着駅として開設[1]。
  - 12月1日：当駅から岩徳東線岩国駅（現・西岩国駅）まで延伸、当駅を含む麻里布駅（現・岩国駅） - 櫛ケ浜駅間の新線が全通する[2]。同時に新線は山陽本線に編入され、当駅もその所属となる[2]。
- 1944年（昭和19年）10月11日：山陽本線岩国駅（1942年に麻里布駅から改称） - 櫛ケ浜駅間が元の柳井駅経由に戻されたため、岩徳線所属となる[2]。
- 1974年（昭和49年）10月1日：貨物取扱廃止[1]。
- 1984年（昭和59年）2月1日：荷物扱い廃止[1]。
- 1987年（昭和62年）4月1日：国鉄分割民営化に伴い、西日本旅客鉄道（JR西日本）の駅となる[1]。
- 1992年（平成4年）12月1日：無人駅化。

## 駅構造
相対式ホーム2面2線を有し、列車交換が可能な地上駅で、徳山駅管理の無人駅である。駅舎内に自動券売機が設置されている。徳山方面ホーム側に駅舎があり、ホーム間移動には跨線橋を利用する。
当駅が本州唯一のナベヅル飛来地である周南市八代地区の最寄り駅であることから、岩国方面行きホームにはナベヅルのモニュメントが置かれ、徳山方面行ホームにはナベヅルの剥製がガラスケース内に展示されている。
かつて当駅に併設していた便所はJR西日本が撤去したが、利用者の便宜のため周南市が2009年に新たにトイレを設置している。

### のりば
| ホーム | 路線    | 方向 | 行先             |
| ------ | ------- | ---- | ---------------- |
| 駅舎側 | ■岩徳線 | 下り | 櫛ケ浜・徳山方面 |
| 反対側 | ■岩徳線 | 上り | 玖珂・岩国方面   |

※案内上ののりば番号は設定されていない。

## 利用状況
1日平均乗車人員は以下の通り。
| 乗車人員推移 | 乗車人員推移 |
| 年度         | 1日平均人数  |
| ------------ | ------------ |
| 1999         | 317          |
| 2000         | 308          |
| 2001         | 292          |
| 2002         | 259          |
| 2003         | 251          |
| 2004         | 227          |
| 2005         | 222          |
| 2006         | 227          |
| 2007         | 221          |
| 2008         | 199          |
| 2009         | 198          |
| 2010         | 196          |
| 2011         | 183          |
| 2012         | 179          |
| 2013         | 175          |
| 2014         | 167          |
| 2015         | 195          |
| 2016         | 188          |
| 2017         | 204          |
| 2018         | 176          |
| 2019         | 189          |
| 2020         | 169          |
| 2021         | 177          |
| 2022         | 154          |

## 駅周辺
- 周南市熊毛総合支所（旧 熊毛町本庁舎）
- 光警察署熊毛交番
- 山口県農業協同組合熊毛支所
- 呼鶴温泉
- 熊毛郵便局
- 山口銀行呼坂支店
- 山口県立熊毛北高等学校
- 周南市立熊毛中学校
- 周南市立高水小学校
- 中央フード 熊毛店 - スーパーマーケット

## バス路線
高水駅
- 光市広域生活交通
  - 光市役所前
- 周南市コミュニティバス「友愛号」（日曜運休）
  - ゆめプラザ熊毛 / 鶴いこいの里

高水駅前
- 防長交通
  - 6-11・6-12：徳山駅前 / ゆめプラザ熊毛
  - 下松駅前 / ゆめプラザ熊毛
  - 周南記念病院 / ゆめプラザ熊毛

## 隣の駅
西日本旅客鉄道（JR西日本）
■岩徳線
米川駅 - 高水駅 - 勝間駅